# Mírov
Mírov (niem. Mürau) – gmina w Czechach, w powiecie Šumperk, w kraju ołomunieckim. Według danych z dnia 1 stycznia 2012 liczyła 401 mieszkańców.
W 1256 biskup ołomuniecki Bruno ze Schauenburga założył miejscowy zamek. Z czasem rozwinęła się osada o charakterze miasteczka. Zamek podupadł w trakcie wojen husyckich, w wojnie trzydziestoletniej spalili go Szwedzi, zniszczono także podzamkową osadę.
W latach 60. XIX w. zamek został zaadaptowany na więzienie. W okresie okupacji hitlerowskiej w Mirovie najpierw więzieni byli czescy patrioci, a od 1942 r. więźniami byli głównie Polacy chorzy na gruźlicę. Zamiast leczenia zmuszani byli do ciężkiej pracy i głodzeni. Niektórzy zginęli w wyniku wykonania kary śmierci.

W tym okresie zmarło w Mirovie 666 więźniów, w tym 516 Polaków. Kilkadziesiąt metrów, po lewej stronie od wejścia do więzienia, znajduje się pomnik poświęcony ofiarom faszyzmu z lat 1939–1945. Natomiast około 300 m wcześniej, także po lewej stronie drogi prowadzącej do głównego wejścia do więzienia, jest zbiorowa mogiła ofiar faszyzmu, z pomnikiem, odsłoniętym 10.09.1967 r. Na cokole pomnika wyryty jest między innymi napis „Wieczna chwała ofiarom faszyzmu pomordowanym w latach 1939–1945” i nazwiska wszystkich Polaków zmarłych albo zamordowanych.
Zamek w Mírovie do dzisiaj pełni funkcje więzienia dla najgroźniejszych przestępców, podobno najlepiej strzeżonego Czechach. Po wojnie więźniami byli także przeciwnicy nowej socjalistycznej rzeczywistości. Również dziś więzi złoczyńców z całego kraju. W roku 2000 uciekł stąd Jiří Kajínek.